# バッド・カンパニー
バッド・カンパニー（英語: Bad Company）は、イングランド出身のロックバンド。1973年にボーカルのポール・ロジャースとドラムスのサイモン・カーク（元フリー）、ギターのミック・ラルフス（元モット・ザ・フープル）、ベースのボズ・バレル（元キング・クリムゾン）の4人によって結成。前身のフリーよりもシンプルで洗練されたサウンドを持ち味としており、1974年のデビューから1982年までに6枚のアルバムを発表し、その多くがアメリカでプラチナムセールスを記録するなど、本国イギリス以上に北米で高い人気を誇った。
1982年にロジャースが脱退してからも、メンバー・チェンジを繰り返しながら活動を続けていたが、1999年、2008年にそれぞれオリジナル・メンバーを中心とした再結成が行われており、2010年には35年ぶりの日本公演を行った。
2025年「ロックの殿堂」入り。

## 来歴

### ポール・ロジャース時代（1973年 - 1982年）
1974年、彼等はレッド・ツェッペリンが設立したスワンソング・レコード（本国イギリスではアイランド・レコード）からデビュー・アルバム『バッド・カンパニー』を発表する。シングル「キャント・ゲット・イナフ」は全米5位、全英15位のヒットし、アルバムは全米1位、全英3位を記録。売り上げはアメリカだけで500万枚、全世界で1200万枚を超える大ヒットとなった。
1975年には2ndアルバム『ストレート・シューター』を発表し、米英ともに3位を記録するヒット作となり、アメリカでは200万枚のヒットとなった。本作からは「フィール・ライク・メイキン・ラヴ」が全米10位、全英20位とヒットしている。また本作の発表にあわせて、1975年3月3日には日本武道館で一夜限りの来日公演が行われた。
1976年には3rdアルバム『ラン・ウィズ・ザ・パック』を発表。全米5位、全英4位を記録し、アメリカでは100万枚のミリオン・セラーだった。ロジャースもこのアルバムをお気に入りの一枚に挙げている。
ここまでバッド・カンパニーは順調にヒットを飛ばしてきたが、1977年に発表した4thアルバム『バーニン・スカイ』は、当時のパンクブームに押され気味だった。セールスはアルバムの内容とは関係ないが、全米15位、全英17位とやや伸び悩み、アメリカでは50万枚にとどまった。デビュー以来ほぼ休みなく活動していた彼等は、ここでいったん活動を休止している。
1979年には、前作から2年ぶりの5thアルバム『ディソレーション・エンジェル』を発表。アルバムも全米3位、全英10位とヒット、アメリカでは200万枚を売り上げた。またディスコ・ビートを取り入れた「ロックン・ロール・ファンタジー」も久々にシングルヒットを記録している。しかしバンドは、再び活動を休止した。
そして1982年には前作から3年ぶりに6thアルバム『ラフ・ダイアモンド』を発表。しかしこの頃になるとメンバー間の人間関係は非常に悪化しており、アルバム自体もやや散漫な出来となり、全米26位、全英15位とヒットには至らなかった。結局ロジャースは本作をもって、バッド・カンパニーを脱退。オリジナル・メンバーの作品としてはこれが最後の作品となった。バッド・カンパニーとしての活動はここでひとまず休止した。日本でバッド・カンパニーというと、一般的にはここまでの時期を指すことが多い。

### ポール・ロジャース不在期間（1986年 - 1998年）
ロジャースはソロ活動の後、ジミー・ペイジとザ・ファームを結成。一方、残りのメンバーは、1986年に元テッド・ニュージェント・バンドのブライアン・ハウをボーカリストとして起用しバッド・カンパニーを再始動させる。すぐバレルが脱退したものの、スティーヴ・プライスやフェリックス・クリシュといったサポート・ベーシストを起用して活動を続ける。
音楽性はスタジアム・ロックへと様変わりし、1990年の『ホーリー・ウォーター』はアメリカで100万枚のセールスを挙げるなど商業的には成功したアルバムもあった。その後、フォリナーからリック・ウィルスが正式なベーシストとして加入し、1993年に初のライブ・アルバム『ベスト・オブ・バッド・カンパニー・ライヴ』をリリース。しかし、1994年にメンバー間の不和からハウが脱退する。
1995年、ほとんど無名のボーカリストだったロバート・ハートが加入。ハートの声はロジャースを彷彿とさせるともいわれており、この第3期のラインナップでは2枚のアルバムを発表したが、結局商業的には成功しないまま活動を終えた。

### 再結成以降（1998年 - 現在）
1998年、バッド・カンパニーはオリジナル・メンバーにて再結成を果たす。そして1999年、オリジナル・メンバーとしては17年ぶりに新曲も収録したベスト・アルバム『バッド・カンパニー・アンソロジー』を発表。30公演にも及ぶ全米ツアーも成功を収めた。しかし早くもラルフスとバレルが脱退を発表。
2002年、オリジナル・メンバーのロジャーズとカークに加え、1996年加入のデイヴ・コールウェル（ギター）とロジャーズのソロ・バンドで活動していたジャズ・ロクリー（ベース）と共に全米ツアーを行い、ライブ盤及びDVD『イン・コンサート2002』を発表した。この時ロジャーズはこのままバッド・カンパニーとしての活動を活性化させていく可能性も示唆していたが、その後はソロ・アーティストとしてツアーを行うなどして、バッド・カンパニーの活動を停止させていた。
2005年から2009年まで、ロジャーズはクイーンのメンバーとコラボレートし、ツアーで「キャント・ゲット・イナフ」などバッド・カンパニーの代表曲も数曲披露した。加えて2006年にオリジナル・メンバーのバレルが亡くなったこともあり、バッド・カンパニーとしての活動再開の可能性は低いともみられていた。
2006年にはオリジナル・メンバーのバンド初となるライブ・アルバム『ライヴ・イン・アルバカーキ76』が発売される。これはラルフズの秘蔵テープを音源化したものだったが、ロジャースのマネージメントからクレームがつき、発売と同時に廃盤、回収されてしまったため、現在高値で取引されている。また2007年には、ロジャース在籍時の初期6作品が、日本限定で紙ジャケにて再発され、全作品がオリコンチャート入りするほどの売り上げを記録した。
2008年には、オリジナル・メンバーの3人のほかに、サポート・メンバーとしてリン・ソレンセン（ベース）、ハワード・リーズ（ギター・元ハート）を加えた5人編成で、一夜限りの再結成ライブを行った。このライブの成功を受けて、2009年にドゥービー・ブラザーズとともに北米ツアーを敢行。2010年、ジョー・ペリー・プロジェクトをオープニングアクトに据えて、30年以上ぶりの本国イギリスでツアーを行い、同年10月には35年ぶりに日本公演を行うことを発表。しかし、来日直前になってラルフスが急病で参加できなくなったことから、公演はラルフス抜きの4人編成で行われた。
2013年、ロジャース、ラルフス、カーク、リーズの4人に、ベースのトッド・ロニングを加えた5人編成で活動を再開。北米ツアーを開催する。
2016年、ラルフスが脳卒中のため離脱し引退。そして9年後の2025年に死去した。この年にグループは「ロックの殿堂」入りを果たしている。

## 歴代メンバー

### オリジナル・ラインナップ
- ポール・ロジャース (Paul Rodgers) - ボーカル (1973年-1982年、1998年-2019年)
- ミック・ラルフス (Mick Ralphs) - ギター/キーボード (1973年-1999年、2008年-2016年) ※2025年没
- ボズ・バレル (Boz Burrell) - ベース (1973年-1982年、1986年、1998年-1999年) ※2006年没
- サイモン・カーク (Simon Kirke) - ドラムス (1973年-2019年)

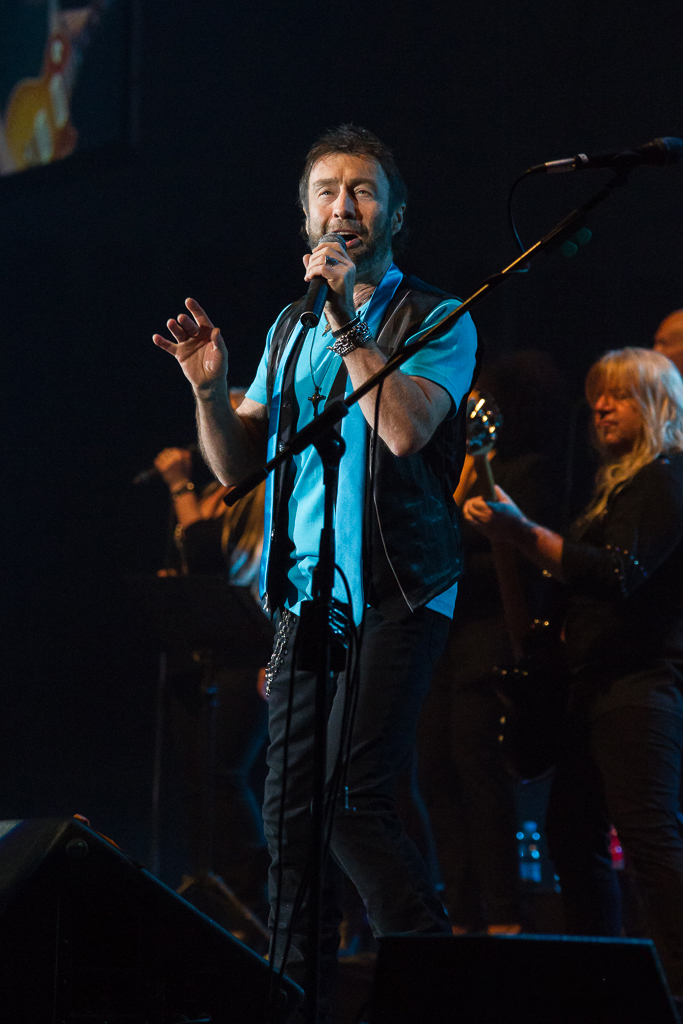
ポール・ロジャース(Vo) 2013年
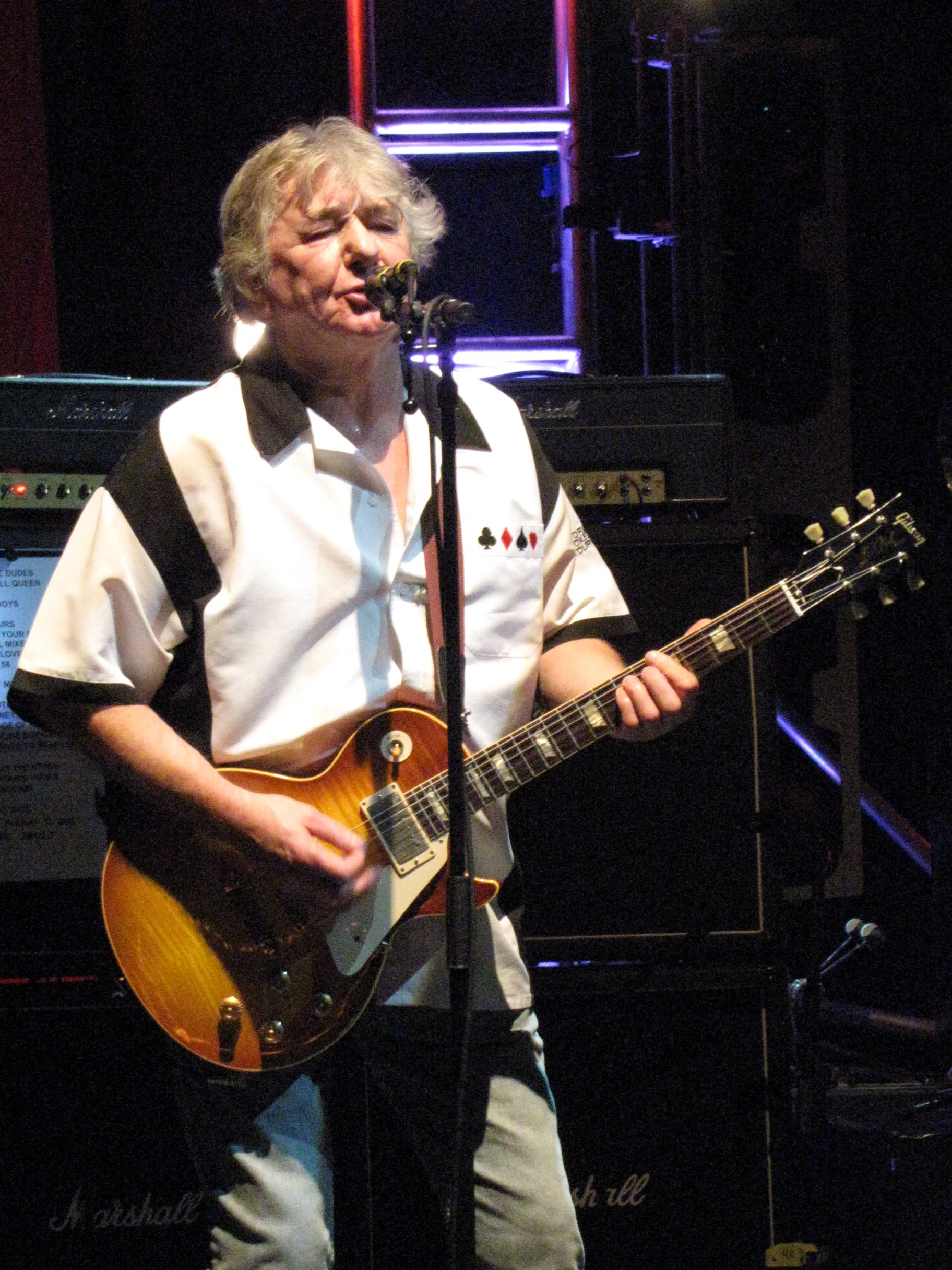
ミック・ラルフス(G) 2009年
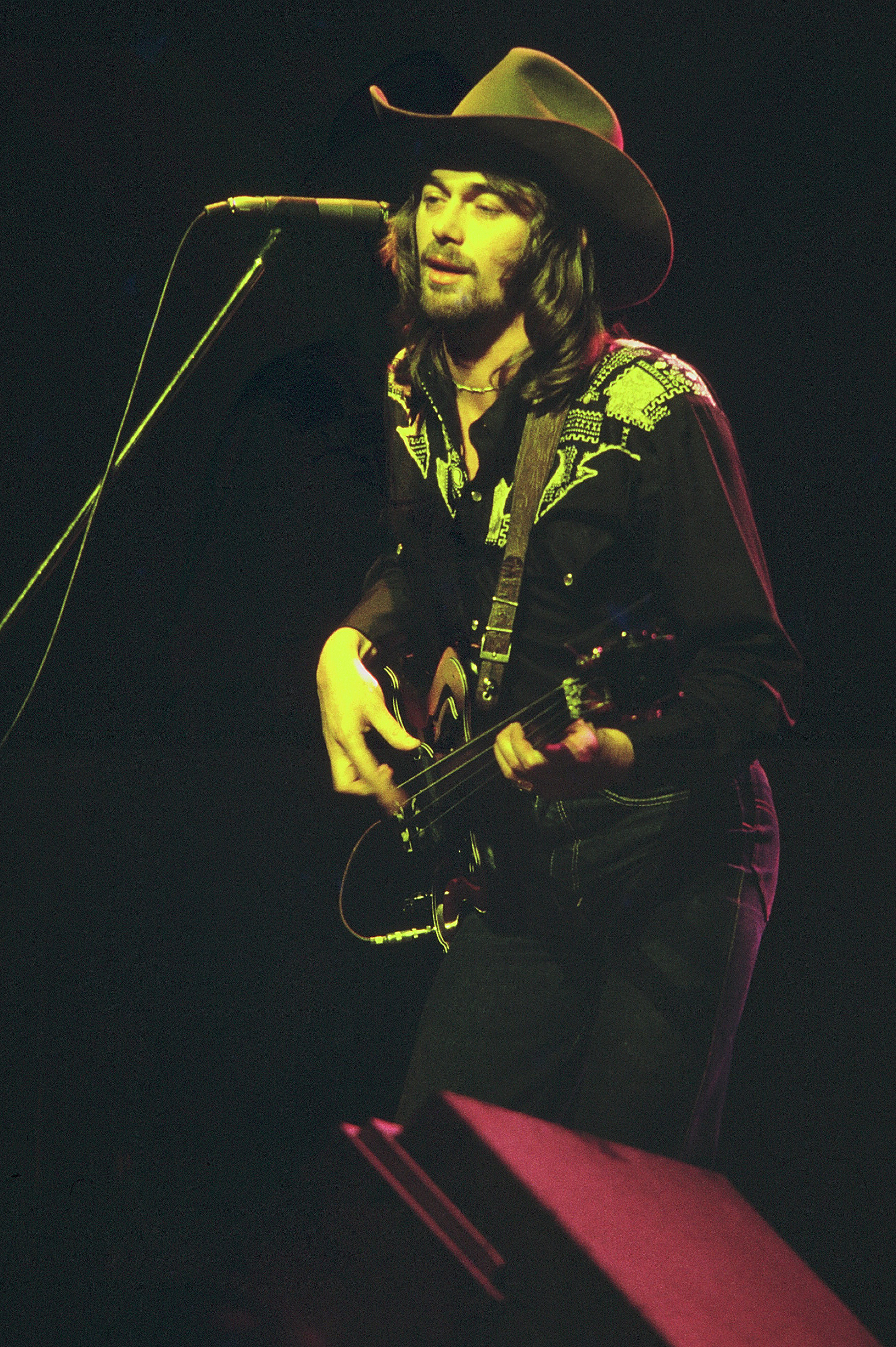
ボズ・バレル(B) 1976年
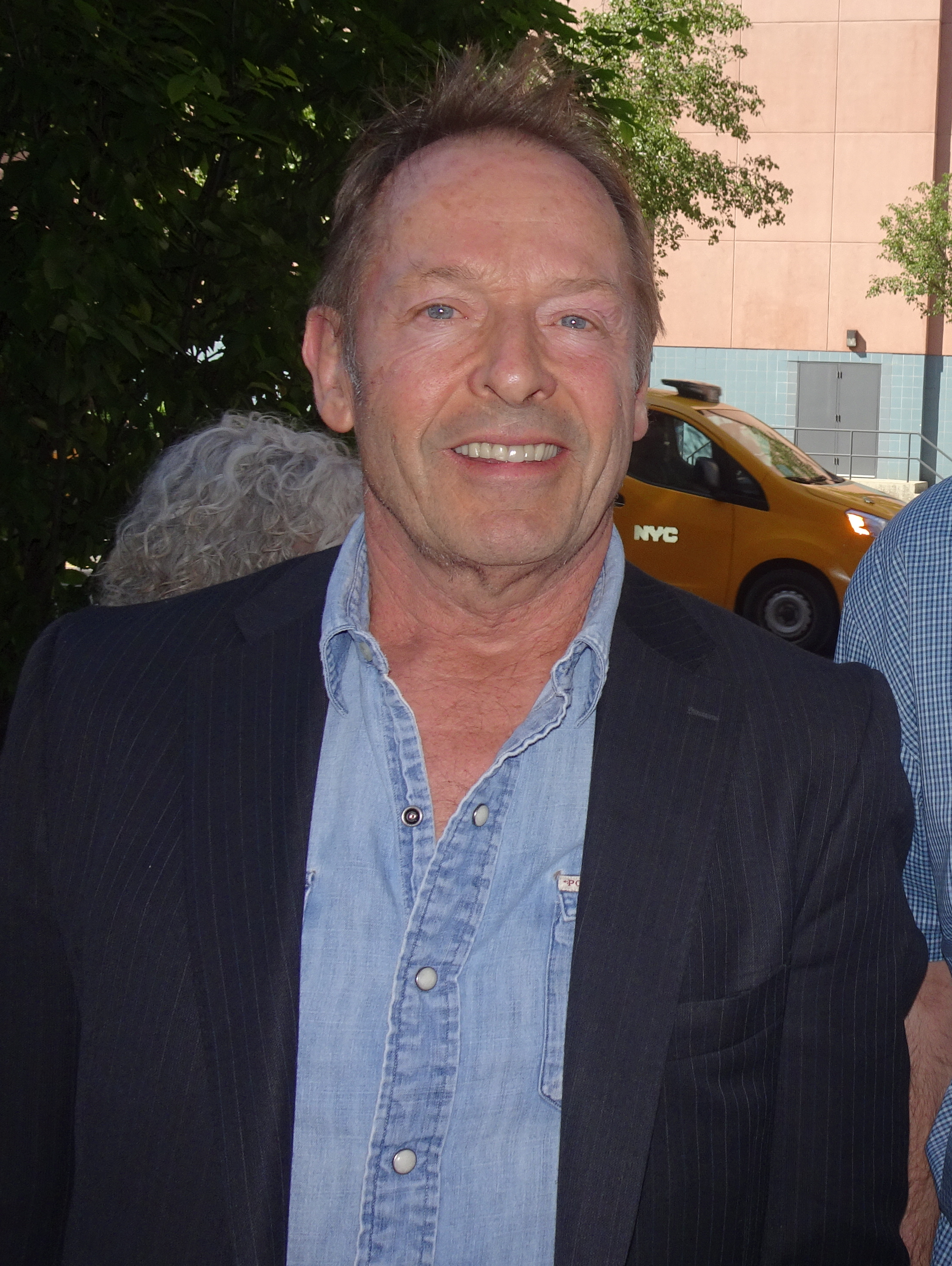
サイモン・カーク(Ds) 2019年

### 旧メンバー
- ブライアン・ハウ (Brian Howe) - ボーカル (1986年-1994年) ※2020年没
- グレッグ・デチャート (Gregg Dechert) - キーボード (1986年-1987年)
- スティーヴ・プライス (Steve Price) - ベース (1986年、1986年-1990年)
- ラリー・オークズ (Larry Oakes) - ギター (1988年-1989年)
- ポール・カレン (Paul Cullen) - ベース (1990年-1992年)
- デイヴ・コルウェル (Dave "Bucket" Colwell) - ギター (1992年-1998年、2001年-2002年)
- リック・ウィルス (Rick Wills) - ベース (1992年-1998年、2001年)
- ロバート・ハート (Robert Hart) - ボーカル (1994年-1998年)
- ジャズ・ロクリー (Jaz Lochrie) - ベース (2002年)
- ハワード・リース (Howard Leese) - ギター/キーボード (2008年-2019年)
- リン・ソレンセン (Lynn Sorensen) - ベース (2008年-2010年)
- トッド・ロニング (Todd Ronning) - ベース (2012年-2019年)

## ディスコグラフィ

### 作品毎の変遷
第一期－オリジナルメンバー在籍時
- 『バッド・カンパニー』 - Bad Company (1974年) ※全米1位、全英3位
- 『ストレート・シューター』 - Straight Shooter (1975年) ※全米3位、全英3位
- 『ラン・ウィズ・ザ・パック』 - Run With the Pack (1976年) ※全米5位、全英4位
- 『バーニン・スカイ』 - Burnin' Sky (1977年) ※全米15位、全英17位
- 『ディソレーション・エンジェル』 - Desolation Angels (1979年) ※全米3位、全英10位
- 『ラフ・ダイアモンド』 - Rough Diamonds (1982年) ※全米26位、全英15位
- 『ベスト・オブ・バッド・カンパニー』 - 10 from 6 (1985年) ※ベスト盤
- 『ライヴ・イン・アルバカーキ76』 - Live Albuquerque Nm Usa 1976 (2006年) ※復刻ライブ盤
- 『LIVE 1977 & 1979』(2016年)

第二期－ブライアン・ハウ(Vo)在籍時
- 『フェイム・アンド・フォーチュン』 - Fame and Fortune (1986年)
- 『デインジャラス・エイジ』 - Dangerous Age (1988年) ※全米58位
- 『ホーリー・ウォーター』 - Holy Water (1990年) ※全米35位
- 『ヒアー・カムズ・トラブル』 - Here Comes Trouble (1992年) ※全米40位
- 『ベスト・オブ・バッド・カンパニー・ライヴ』 - What You Hear Is What You Get: The Best of Bad Company (1993年) ※ライブ盤

第三期－ロバート・ハート(Vo)在籍時
- 『カンパニー・オブ・ストレンジャーズ』 - Company of Strangers (1995年)
- 『トールド・アンド・アントールド』 - Stories Told & Untold (1996年)

第四期－オリジナル・メンバーによる再結成以降
- 『バッド・カンパニー・アンソロジー』 - The Original Bad Company Anthology (1999年) ※ベスト盤。全米189位
- 『イン・コンサート2002』 - In Concert: Merchants Of Cool (2002年) ※ライブ盤。全米114位
- 『ハード・ロック・ライヴ』 - Hard Rock Live (2010年) ※ライブ盤
- 『ライヴ・アット・ウェンブリー』 - Live at Wembley (2011年) ※ライブ盤